# Seznam ciprskih filmskih režiserjev
Seznam ciprskih filmskih režiserjev.

## C
- Michael Cacoyannis
- Panikos Chrysanthou

## G
- Christos Georgiou

## K
- Alexandros Kyriakides

## P
- Andreas Pantzis

## Z
- Dervis Zaim